# Hideaki Tomiyama
Hideaki Tomiyama (jap. 富山英明 Tomiyama Hideaki; ur. 16 listopada 1957 w prefekturze Ibaraki) – japoński zapaśnik w stylu wolnym. Złoty medalista olimpijski z Los Angeles 1984 w kategorii 57 kg.
Pięciokrotny medalista mistrzostw świata; złoto w 1978 i 1979. Złoty medal na igrzyskach azjatyckich w 1978 i 1982. Pierwszy w Pucharze Świata w 1978 roku. Drugi na uniwersjadzie w 1981 roku.